# Armamar (freguesia)
Armamar is een plaats (freguesia) in de Portugese gemeente Armamar en telt 1 222 inwoners (2001).